# Nikolaj Belokosov
Nikolaj Belokosov nebo Nicolae Belocosov (* 24. ledna 1975) je bývalý moldavský zápasník–judista, který v průběhu své sportovní kariéry reprezentoval vedla rodného Moldavska sousední Rumunsko.

## Sportovní kariéra
Připravoval se v Kišiněvě pod vedení Vasile Lucy. V moldavské reprezentaci se pohyboval od roku 1995 v lehké váze do 73 kg. O post reprezentační jedničky soupeřil s Andrejem Golbanem. V roce 1999 využil nabídky kvalifikovat se na olympijské hry v Sydney v roce 2000 v rumunských barvách. V Rumunsku však v olympijském roce 2000 výsledkově nestačil na Claudiu Baștea a na olympijské hry nebyl nominován. Od roku 2001 reprezentoval opět rodné Moldavsko. V roce 2004 se na olympijské hry nekvalifikoval. Sportovní kariéru ukončil v roce 2005.

## Výsledky
| Turnaj             | Moldavsko  | Moldavsko  | Moldavsko  | Moldavsko  | Moldavsko  | Rumunsko   | Moldavsko  | Moldavsko  | Moldavsko  | Moldavsko  |
| Turnaj             | 1995       | 1996       | 1997       | 1998       | 1999       | 2000       | 2001       | 2002       | 2003       | 2004       |
| Turnaj             | 19         | 20         | 21         | 22         | 23         | 24         | 25         | 26         | 27         | 28         |
| Turnaj             | lehká váha | lehká váha | lehká váha | lehká váha | lehká váha | lehká váha | lehká váha | lehká váha | lehká váha | lehká váha |
| ------------------ | ---------- | ---------- | ---------- | ---------- | ---------- | ---------- | ---------- | ---------- | ---------- | ---------- |
| Olympijské hry     |            | —          |            |            |            | —          |            |            |            | —          |
| Mistrovství světa  | —          |            | úč.        |            | úč.        |            | —          |            | —          |            |
| Mistrovství Evropy | —          | —          | —          | úč.        | úč.        | —          | 3.         | —          | úč.        | úč.        |
| ME juniorů         | 3.         |            |            |            |            |            |            |            |            |            |